# Îles Palliser
Îles Palliser – grupa wysp położonych w północno-zachodniej części archipelagu Tuamotu, w Polinezji Francuskiej. W skład Îles Palliser wchodzi dziesięć niewielkich atoli: Apataki, Aratika, Arutua, Fakarava, Kaukura, Mataiva, Rangiroa, Makatea, Tikehau i Toau.

## Charakterystyka fizycznogeograficzna
Grupa Îles Palliser dzieli się na trzy gminy: Arurua (wyspy: Arutua, Apataki i Kaukura), Fakarava (wyspy: Fakarava, Toau i Aratika) oraz Rangiroa (wyspy: Rangiroa, Tikehau i Makatea).

## Historia
Grupa wysp została odkryta 20 kwietnia 1774 roku przez angielskiego żeglarza Jamesa Cooka i nazwana na cześć Hugh Pallisera.